# Money and Cigarettes
Money and Cigarettes je osmé sólové studiové album anglického hudebníka Erica Claptona. Vydala jej v únoru roku 1983 hudební vydavatelství Duck Records a Warner Bros. Brothers. Jeho producentem byl Tom Dowd a nahráno bylo na konci roku 1982. V hitparádě Billboard 200 se album umístilo na šestnácté příčce.

## Seznam skladeb
| Pořadí | Název                          | Autor                                   | Délka |
| ------ | ------------------------------ | --------------------------------------- | ----- |
| 1.     | Everybody Oughta Make a Change | Sleepy John Estes                       | 3:16  |
| 2.     | The Shape You're In            | Eric Clapton                            | 4:08  |
| 3.     | Ain't Going Down               | Clapton                                 | 4:01  |
| 4.     | I've Got a Rock 'n' Roll Heart | Steve Diamond, Troy Seals, Eddie Setser | 3:13  |
| 5.     | Man Overboard                  | Clapton                                 | 3:45  |
| 6.     | Pretty Girl                    | Clapton                                 | 5:29  |
| 7.     | Man in Love                    | Clapton                                 | 2:46  |
| 8.     | Crosscut Saw                   | R. G. Ford                              | 3:30  |
| 9.     | Slow Down Linda                | Clapton                                 | 4:14  |
| 10.    | Crazy Country Hop              | Johnny Otis                             | 2:46  |

## Obsazení
- Eric Clapton – kytara, zpěv
- Ry Cooder – kytara
- Albert Lee – kytara, klávesy, zpěv
- Donald „Duck“ Dunn – baskytara
- Roger Hawkins – bicí
- Chuck Kirkpatrick – doprovodné vokály
- John Sambataro – doprovodné vokály
- Peter Solley – varhany